# 1914 год в кино

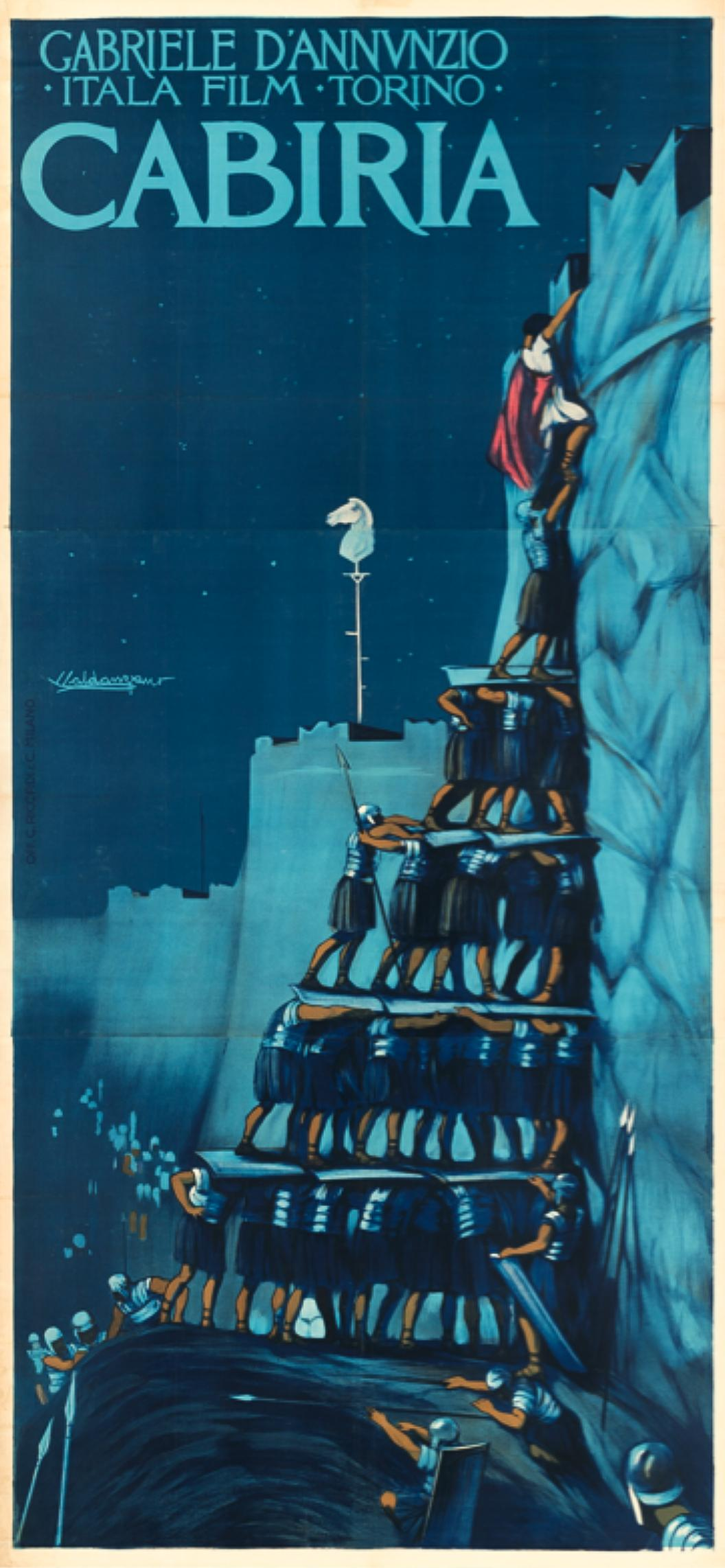
фильм «Кабирия»

## Фильмы

### Мировое кино
- «Детские автомобильные гонки»/Kid Auto Races at Venice, США (реж. Генри Лерман)
- «Настигнутый в кабаре»/Caught In A Cabaret, США (реж. Чарли Чаплин)
- Лоскутушка из страны Оз/The Patchwork Girl of Oz, США (реж. Джордж Фарелл МакДональд)
- «Кабирия»/Cabiria, Италия (реж. Джованни Пастроне)
- «Динозавр Герти» — анимационный фильм, США (реж. Уинзора МакКея)
- Битва полов — реж. Дэвид Гриффита

### Российское кино
- «Анна Каренина», (реж. Владимир Гардин)
- «Драма в кабаре футуристов № 13», (реж. Владимир Касьянов)
- «Женщина завтрашнего дня», (реж. Пётр Чардынин)
- «Кормилица», (реж. Пётр Чардынин)
- «Король, закон и свобода», (реж. Пётр Чардынин)
- «Крейцерова соната», (реж. Владимир Гардин)
- «Мазепа», (реж. Пётр Чардынин)
- «Сказка о спящей царевне и семи богатырях», (реж. Пётр Чардынин)
- «Сорванец», (реж. Пётр Чардынин)
- «Ты помнишь ли?..», (реж. Пётр Чардынин)
- «Хризантемы», (реж. Пётр Чардынин)
- «Цыганские романсы», (реж. Пётр Чардынин)

## Лидеры проката
- «Тайна миллиона долларов» — фильм режиссёра Хоуэлла Хансела (первое место в американском прокате).

## Знаменательные события
- 2 февраля — Чарли Чаплин самостоятельно снимает свой первый фильм («Застигнутый дождём»), в котором он выступает в качестве актёра, режиссёра, и сценариста.
- 8 мая — Образованная в 1912 году кинокомпания Famous Players Film стала называться Paramount Pictures.

## Персоналии

### Родились
- 18 июня — Се Тянь, китайский актёр и кинорежиссёр.
- 12 июля — Пётр Алейников, советский киноактёр.
- 31 июля — Луи де Фюнес, популярный французский киноактёр.
- 25 июля — Владимир Багна, словацкий кинорежиссёр, сценарист.
- 21 августа (3 сентября) — Иван Переверзев, советский киноактёр, Народный артист СССР
- 2 сентября — Иштван Хомоки-Надь, венгерский кинорежиссёр, кинооператор и сценарист.
- 15 декабря — Йон Бостан, румынский педагог, кинооператор, сценарист и кинорежиссёр-документалист.

### Скончались
- 14 ноября — Стеллан Рюэ, датский кинорежиссёр.